# L'huomo di lettere difeso et emendato
L'huomo di lettere difeso et emendato est une œuvre littéraire du jésuite italien Daniello Bartoli. Publiée à Rome en 1645 l’œuvre est un traité en deux parties sur la formation et l’éducation d’un « homme de lettres » au XVIIe siècle. Bartoli y réunit du matériel glané alors qu’il était prédicateur et professeur de rhétorique. Le traité a un grand succès et est traduit rapidement dans toutes les langues européennes importantes.

## Description
La première partie souligne le statut élevé auquel l’homme de lettres aspire. Même au cœur des vicissitudes de la vie humaine la sagesse apporte le bonheur. Inversement, l’ignorance est triste, même au cœur de la prospérité. La seconde partie expose, à l’aide d’illustrations pittoresques, les travers dont doit se garder un authentique homme de lettres : lascivité, médisance, orgueil, lâcheté, imprudence, ambition, avarice, etc. Se distançant du genre baroque traditionnel l’auteur est en faveur d’une éloquence plus directe et énergétique et met en garde également contre le style oratoire précieux alors à la mode.

## Historique
Lorsqu’il apparait en 1645 le livre est un succès immédiat. Des éditions régionales italiennes (parfois non autorisées) sortent immédiatement de presse: la même année à Florence et à Bologne, en 1646. Il est au centre des débats littéraires. Au cours des trois décennies suivantes et au-delà, il y eut encore une trentaine de tirages en une douzaine de presses différentes, en particulier en république de Venise.
Son influence s’étend au-delà de la péninsule italienne. En 1651, alors qu’elle considère sérieusement se convertir au catholicisme, Christine, reine de Suède, demande expressément qu’on lui envoie un exemplaire du livre de Bartoli.
La diffusion internationale du livre contribua à assoir la réputation des jésuites comme maitres à penser de l’époque baroque. Après la mort de Bartoli éditions et traductions continuent à paraître, en particulier durant le XVIIIe siècle.

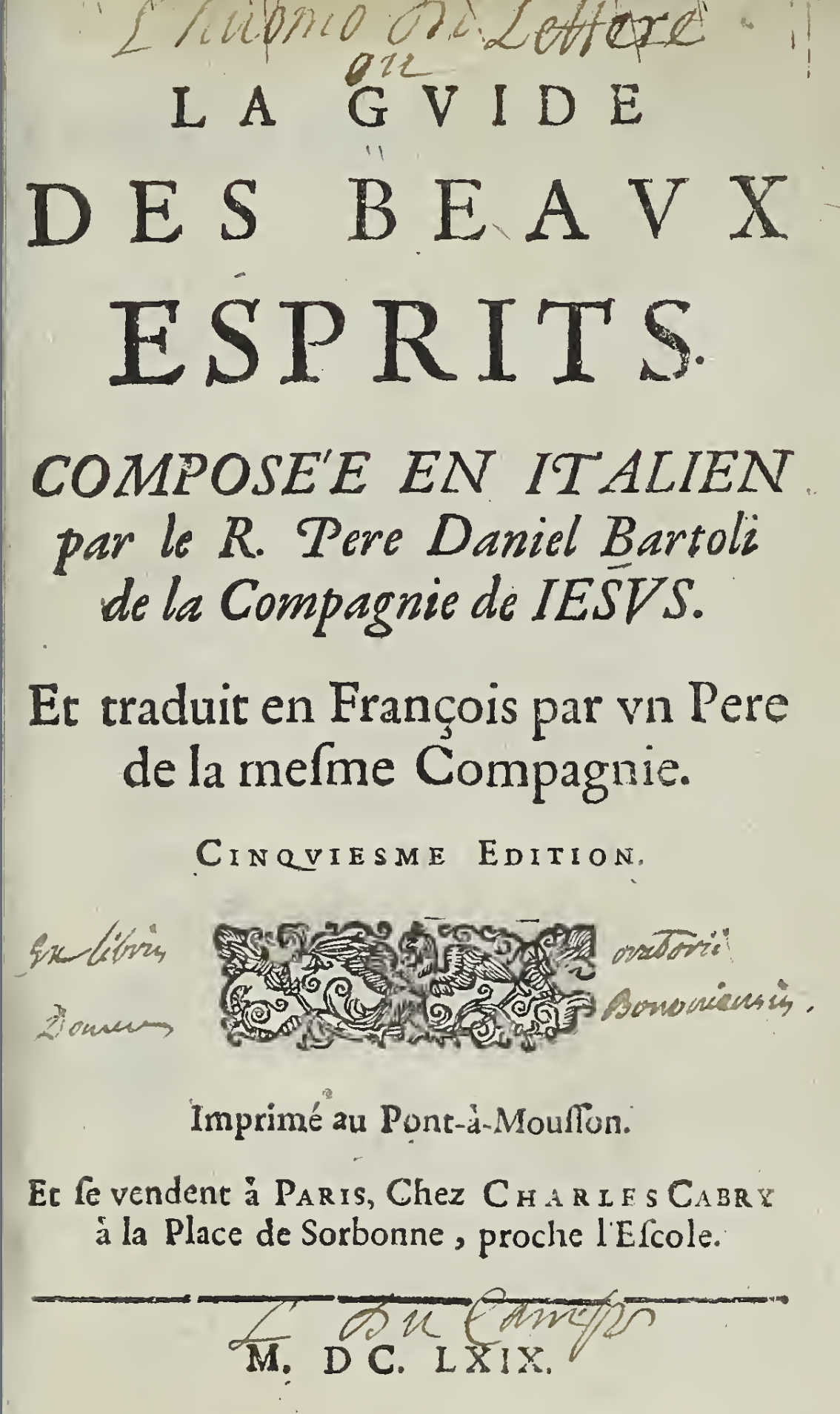
La traduction française de lUomo... (5e édition, 1669)

## Traductions
En français
Une traduction faite par le jésuite Thomas Le Blanc parait en 1651 à Pont-à-Mousson, dont le titre est L’homme de lettres. Elle est réimprimée en 1654 sous le titre plus galant de Le Guide des beaux esprits. La 5e édition (1669) est dédiée à Charles Le Jay, baron de Tilly. Une nouvelle traduction apparait en 1769 (L’homme de lettres) et publiée à Paris ; elle est l’œuvre du père Barnabite Timothée Hureau de Livoy.
En allemand
Une traduction parait à Nuremberg en 1654. Œuvre de Georg Adam von Kufstein (1605-1656) elle ne porte pas le nom de Bartoli.
En anglais
L’édition londonienne de 1660 est l’œuvre du jésuite Thomas Plowden (en), écrivant sous le pseudonyme de Thomas Salusbury. Imprimée par William Leybourn et vendue par Thomas Dring.
En latin
Le jésuite Louis Janin, qui traduisit l’histoire de la Compagnie de Jésus de Bartoli en latin est également le traducteur de L’huomo di lettere. D’abord imprimée à Lyon en 1672, la version latine du traité est réimprimée à Cologne en 1674 comme manuel scolaire : « opusculum docentibus atque ac discentibus utile ac necessarium ». Une autre traduction latine (pour public allemand) est réalisée par Georg Hoffmann.
En espagnol
Une traduction espagnole parait à Madrid en 1678, qui est l’œuvre du prêtre musicien Gaspar Sanz. Elle est réimprimée à Barcelone en 1744.
En néerlandais
Sur la fin de sa vie l’apothicaire Lambert Bidloo (1638-1724), une autorité dans l’Église mennonite des Pays-Bas et frère de Govard Bidloo, entreprend une traduction de l’ouvrage en néerlandais. Enrichie d’autres compositions littéraires elle sort de presse en 1722.